# Shikiri
Shikiri é um conceito religioso da Instituição Religiosa Perfect Liberty, PL Kyodan.

## Etimologia
Vocábulo japonês que significa:
- (a)Shikiri: divisão, linha divisória, limites, compartimento; cf. dicionário inglês-japonês;
- (b)segundo tradução de Mestre da PL, refere-se às divisórias utilizadas no interior das casas na tradicional arquitetura japonesa[1].
- (c)A linha divisória traçada no tatame de sumô.

## Conceito religioso
Na Perfect Liberty, diz-se "fazer shikiri" com o significado de orar, fazer uma oração.
A diferença está na atitude do adepto: não apenas orar, mas orar com a intenção de agir e a decisão de realizar o conteúdo da oração / pedido, enfrentando os obstáculos que venham surgir.
Ainda é preciso dizer que o conteúdo da oração deve ser desprovido de egoísmo e em prol da paz na sociedade.
Tal ato de orar na PL Kyodan, "fazer shikiri", como é dito, em relação ao III Fundador, Oshieoyá-Samá, diz-se " o Shikiri de Oshieoyá-Samá ". Ou seja, a bênção do Patriarca presente em toda a Instituição Religiosa, sua força espiritual que se traduz em seu poder de cura e de orientação.